# Pardosa fletcheri
Pardosa fletcheri este o specie de păianjeni din genul Pardosa, familia Lycosidae. A fost descrisă pentru prima dată de Gravely în anul 1924. Conform Catalogue of Life specia Pardosa fletcheri nu are subspecii cunoscute.